# Le Grand Appartement
Il grande appartamento (Le Grand Appartement) è un film del 2006 diretto da Pascal Thomas, con protagonisti Laetitia Casta e Mathieu Amalric.

## Trama
Francesca vive con l'amico Martin e un'allegra banda di amici e parenti in un grande appartamento a Parigi che possono mantenere solo grazie a una vecchia legge del 1948 che permette a questa famiglia di artisti squattrinati di pagare un affitto modesto, ma la proprietaria vorrebbe riavere la sua proprietà per ricavarne più soldi.

## Accoglienza
A fronte di un budget di € 6.210.000, il film ha registrato in Francia 234.269 presenze.